# 토지 (1979년 드라마)
《토지》는 KBS TV에서 1979년 11월 12일부터 1980년 12월 31일까지 방영된 대하드라마이다.

## 등장 인물
- 한혜숙 : 최서희 역
- 황정아 : 윤씨 역
- 백윤식 : 최치수 역
- 정애리 : 별당아씨 역
- 정동환 : 구천 역
- 정영숙 : 월선 역
- 민욱 : 이용 역
- 서인석 : 김길상 역
- 서승희 : 귀녀 역
- 이일웅 : 김평산 역
- 김난영 : 유모 역
- 김병기 : 이상현 역
- 김인태 : 조준구 역
- 민지환 : 칠성 역
- 이종만
- 이신재
- 박혜숙 : 임이네 역
- 이주실
- 정영숙
- 박주아
- 김진해
- 신구
- 김흥기
- 장항선
- 염복순
- 지미옥
- 나옥녀
- 손창민

## 같이 보기
- 토지 (1987년 드라마)
- 토지 (2004년 드라마)